# Neolecanium perconvexum
Neolecanium perconvexum är en insektsart som först beskrevs av Cockerell 1898.  Neolecanium perconvexum ingår i släktet Neolecanium och familjen skålsköldlöss. Inga underarter finns listade i Catalogue of Life.